# Crying Wind
Crying Wind (nascuda el 1943) és una escriptora estatunidenca d'ètnia kickapoo. Es crià a la reserva que comparteixen amb sauk i fox amb la seva àvia Shima Sanii. Estudià a les universitats de Colorado (1961), Texas (1966), Nou Mèxic (1967) i Alaska (1969). Les seves obres són autobiografies on exposa la pobresa, la discriminació i la seva conversió al cristianisme: Crying Wind (1977) i My searching heart (1980).